# Mariekirke (Flensborg)
 For alternative betydninger, se Mariekirke. (Se også artikler, som begynder med Mariekirke)
 For alternative betydninger, se Vor Frue Kirke. (Se også artikler, som begynder med Vor Frue Kirke)
Mariekirke eller Vor Frue Kirke i Flensborg er opført i 1200-tallet i byens centrum ved Nørretorvet. Den afløste en romansk trækirke, som lå ved siden af den nuværende kirke, omtrent på grunden, som nu indtages af husene mellem Nørretorv og kirkepladsen. Den nuværende kirke nævnes første gang i 1284. Den kunne opføres ved hjælp af afladsbreve og blev opført som en treskibet hallekirke uden tårn og spir. Spiret kom først til i 1731. Det nuværende gotiske tårn er fra 1880. Vor Frue Kirken er i dag en af Flensborgs hovedkirker.
Kirken rummer en række kapeller, som blev oprettet af byens mange gilder. Her findes kalkmalerier fra omkring 1400, som viser blandt andre Jomfru Marias, Joahnnes Døberens og Jesu historie. Koret med dets hvælvning hæver sig flere trin over skibet. Mod slutningen af 1800-tallet tilbyggedes gallerierne, der løber rundt om hele kirken. Mansardtaget over midterskivet blev lagt i 1788. Døbefonten blev skabt af flensborgeren Michael Dibler i 1591. Den består af bronze og bæres af de 4 evangelister. Døbefontes otte sider viser relieffer med scener fra Jesu liv. Der vises den sidste nadver, fodvaskningen, Jesu bøn ved Oliebjerget, hans tilfangetagelse i Gethsemane, Jesu foran ypperstepræsten, hans lidelse, korsfæstelse og opstandelse. Højalteret er udført af Hinrich Ringerinck i 1598 tidstypisk renæssance-stil. Alteret er skåret i træ med gyldne og mørke farver. Altertavlen forestiller nadveren og er omgivet af mindre malerier, fremstillende opstandelsen og dåben. Alteret er en gave af borgermester Racke således som en indskrift med årstallet 1598 udgiver. Alteret støttes af Petrus- og Paulus-figurer. Mariekirken rummer desuden en række epitafier. Kirkens nuværende glasmosaikker til de op til 8 meter høje gotiske vinduer er skabt af Flensborg-kunstneren Käte Lassen.
Kirken er sognekirke for Skt. Mariæ Sogn (Vor Frue Sogn). Under Treårskrigen blev kirken anvendt som lazaret. Efter den dansk-tyske krig gik menigheden over i den tyske kirke. Syd for kirken ligger skrangerne fra 1595, hvor slagtere og bagere havde deres salgsboder.

## Ekstern kilde/henvisning
- Sankt Mariæ Flensborg (tysk)